# Gunjanur, Sorab
Gunjanur là một làng thuộc tehsil Sorab, huyện Shimoga, bang Karnataka, Ấn Độ.